# Araneus washingtoni
Araneus washingtoni är en spindelart som beskrevs av Levi 1971. Araneus washingtoni ingår i släktet Araneus och familjen hjulspindlar. Inga underarter finns listade i Catalogue of Life.